# Vicky Zugah
Victoria Zugah thường được biết đến với tên gọi khác là Vicky Zugah, là một nữ diễn viên Ghana đến từ vùng Volta, Ghana.

## Đầu đời
Cô là con gái thứ ba của Komla Zugah và Beatrice Patu. Cô sinh ra tại vùng Volta của Ghana.

## Sự nghiệp điện ảnh
Danh sách phim cô đã tham gia.
- Trokosi
- Total Exchange
- Cross My Heart
- My Darling Princess
- June 4
- Araba Lawson
- Big Girl Club
- Girls Connection
- True Colour
- Pretty Queen
- Tears of Womanhood
- The Return of Beyonce
- The  Bible
- King without culture
- Inner woman
- Oyaw No
- Agatha
- Act of Shame
- Mummy's daughter